# حوزه انتخابیه سوم کارولینای جنوبی
حوزه انتخابیه سوم کارولینای جنوبی یک حوزه انتخابیه مجلس نمایندگان آمریکا است که در ایالت کارولینای جنوبی قرار دارد.